# Gabrielius Landsbergis
Gabrielius Landsbergis, litovski politik, * 7. januar 1982, Vilna, Litva
Je litovski politik in minister za zunanje zadeve v 18. vladi Republike Litve. Je poslanec v Seimasu za volilno enoto Centras. Med letoma 2014 in 2019 je bil poslanec v Evropskem parlamentu, kjer je bil član skupine Evropske ljudske stranke (Krščanski demokrati). Landsbergis je bil leta 2015 izvoljen za predsednika Domovinske zveze.

## Življenjepis
Leta 2003 je Landsbergis diplomiral na zgodovinski fakulteti Univerze v Vilni. Leta 2005 je diplomiral na Inštitutu za mednarodne odnose in politične vede Univerze v Vilni, kjer je magistriral iz mednarodnih odnosov in diplomacije. Delal je na ministrstvu za zunanje zadeve Litve in v kabinetu predsednika Litve. Leta 2007 se je pridružil osebju litovskega veleposlaništva v Kraljevini Belgiji in Velikemu vojvodstvu Luksemburg. Landsbergis se je leta 2011 vrnil v Litvo in delal v kanclerstvu vlade Litve. Govori litovsko (materno) in angleško.

### Evropski poslanec
8. januarja 2014 je bil Landsbergis izbran za vodilnega kandidata na listi Domovinske unije na volitvah v Evropski parlament leta 2014 in bil izvoljen. Bil je član Odbora za mednarodno trgovino in Pododbora za varnost in obrambo. Poleg nalog v odboru je bil član Medskupine Evropskega parlamenta za otrokove pravice.
25. aprila 2015 je bil izvoljen za predsednika Domovinske zveze in na izboru premagal nekdanjo predsednico sejma Ireno Degutienė. 

### Poslanec parlamenta
Marca 2016 je Landsbergis odstopil kot evropski poslanec. Na parlamentarnih volitvah leta 2016 je bil edini kandidat Domovinske unije, ki je zmagal v volilnem okraju v Kaunasu. 11. decembra 2020 je bil imenovan na mesto ministra za zunanje zadeve Litve.

## Osebno življenje

### Družina
Landsbergisov oče je litovski pisatelj Vytautas V. Landsbergis, njegova mama pa je Giedrė Bukelytė. Gabrielius je vnuk Vytautasa Landsbergisa, uglednega litovskega politika, ki je bil eden od ustanoviteljev Sajudisov in prvi vodja parlamenta Litve po razglasitvi neodvisnosti od Sovjetske zveze .
Poročen je z Austėjo Landsbergienė. Par ima štiri otroke.

### Premoženje
Landsbergis se je uvrstil med pet najbogatejših članov parlamenta v mandatu 2016–2020, predvsem zaradi njegove žene, ki ima verigo zasebnih šol in vrtcev, ki se delno financirajo iz javnih virov. Premoženje so mu ocenili na 19,9 milijonov evrov. Pojavljala so se vprašanja o sumljivih poslovnih transakcijah v okviru morebitnega navzkrižja interesov, vendar zadeva ni šla na sodišče, četudi je državna davčna inšpekcija začela uradno preiskavo.